# Точка Аполлонія
У геометрії трикутника точка Аполлонія — це особлива точка, пов'язана з плоским трикутником. Ця точка є одним із центрів трикутника, і в Енциклопедії центрів трикутника Кларка Кімберлінга її позначено як X(181). Центр Аполлонія також пов'язаний з задачею Аполлонія.
У літературі термін «точки Аполлонія» також використовувався для позначення ізодинамічних точок трикутника. Це пояснюється тим, що ізодинамічні точки пов'язані з трьома аполоніївськими колами, пов'язаними з трикутником.
Розв'язок задачі Аполлонія відомий потягом століть, проте точку Аполлонія вперше позначено 1987 року.

## Визначення

Точка Аполлонія трикутника визначається так.
Нехай {\displaystyle ABC} — даний трикутник. Нехай {\displaystyle E_{A}}, {\displaystyle E_{B}}, {\displaystyle E_{C}} — зовнівписані кола трикутника {\displaystyle ABC}, протилежні до вершин {\displaystyle A}, {\displaystyle B}, {\displaystyle C} відповідно. Нехай {\displaystyle E} — коло, яке дотикається до трьох кіл {\displaystyle E_{A}}, {\displaystyle E_{B}}, {\displaystyle E_{C}} так, що вони лежать в {\displaystyle E}. Нехай {\displaystyle A'}, {\displaystyle B'}, {\displaystyle C'} — точки дотику кола {\displaystyle E} з трьома колами. Відрізки {\displaystyle AA'}, {\displaystyle BB'}, {\displaystyle CC'} перетинаються в одній точці. Точка перетину — точка Аполлонія трикутника {\displaystyle ABC}.
Задача Аполлонія — це задача побудови кола, дотичного до трьох даних кіл у площині. Загалом існує вісім кіл, що дотикаються до трьох даних кіл. Коло {\displaystyle E}, згадане у визначенні, є одним із цих восьми кіл, що дотикаються до трьох зовнівписаних кіл трикутника {\displaystyle ABC}. В Енциклопедії центрів трикутників коло {\displaystyle E} називається колом Аполлонія трикутника {\displaystyle ABC}.

## Трилінійні координати
Трилінійними координатами точки Аполлонія є
{\displaystyle {\frac {a(b+c)^{2}}{b+c-a}}:{\frac {b(c+a)^{2}}{c+a-b}}:{\frac {c(a+b)^{2}}{a+b-c}}}
{\displaystyle =\sin ^{2}A\cos ^{2}({\frac {B}{2}}-{\frac {C}{2}}):\sin ^{2}B\cos ^{2}({\frac {C}{2}}-{\frac {A}{2}}):\sin ^{2}C\cos ^{2}({\frac {A}{2}}-{\frac {B}{2}}).}